# Steinfeldhof (Weikersdorf am Steinfelde)

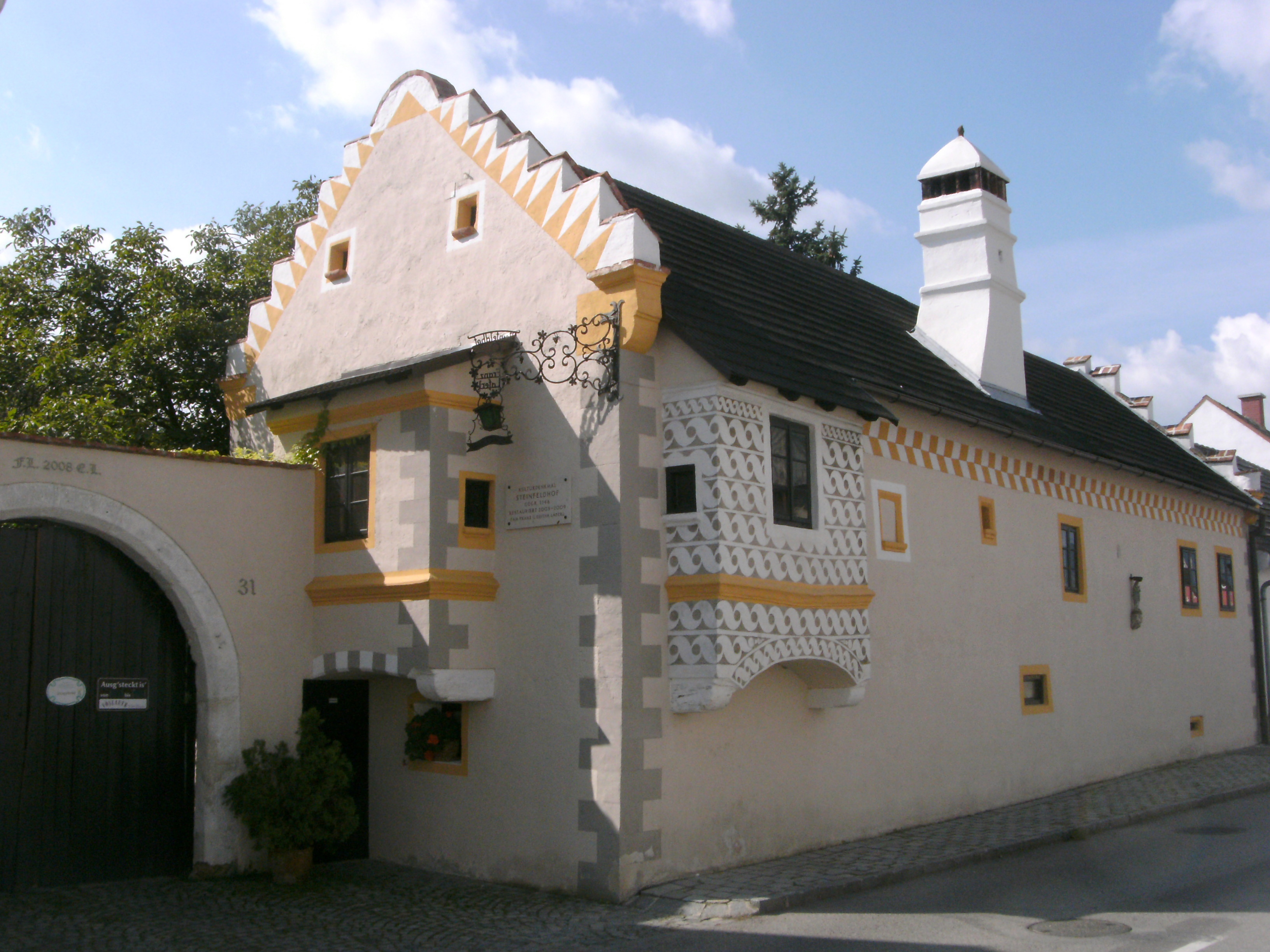
Steinfeldhof (Straßenansicht)

Der Steinfeldhof ist ein unter Denkmalschutz (Listeneintrag) stehendes mittelalterliches Gebäude an der Hauptstraße von Weikersdorf am Steinfelde (Niederösterreich).

## Geschichte
Urkundlich belegt ist die Übergabe von Land an die Zisterzienser des Stiftes Rein im Jahr 1147 anlässlich der Vorbereitungen für den Zweiten Kreuzzug. Um 1164 wurde eine Grangie (vor allem für den Weinbau) errichtet. 1311 wurde das Gut an Private verpachtet; 1444 übernahm das Stift Neukloster das Gut. 1558 kaufte Ernst Graf Hoyos den Gutshof und sieben zugehörige Häuser. In der Folge wurde das Haus nach Zerstörungen in den Osmanenkriegen des 16. und 17. Jahrhunderts wieder hergestellt und im Zusammenhang damit auch das ursprüngliche dritte Geschoß abgetragen. Seit 1694 befindet sich das Gebäude im Besitz derselben Familie. 
In der jüngeren Vergangenheit fanden 1971 und 2008/09 Restaurierungen statt.

## Architektur
Der Steinfeldhof ist ein im Kern romanisches, im Erscheinungsbild spätgotisches, zweigeschoßiges traufständiges Haus vom Ende des 16. Jahrhunderts. Markante Gestaltungselemente sind Stufengiebel, zwei Flacherker (einer an der Straßenfront, einer an der Schmalseite), ein Pfortenfenster neben dem Tor zum Hof und ein wuchtiger Rauchfang.
Im Inneren gibt es eine Rauchküche. Im Obergeschoß liegen die ehemalige Wohnstube sowie ein Saal mit Kreuzrippengewölbe und Wappenschlusssteinen.

## Weblink
Koordinaten: 47° 48′ 21″ N, 16° 8′ 38,8″ O